# ربيطة جسرية

مثال توضيحي على رابطة جسرية، حيث تربط الربيطة L بين ذرتي فلزين M، وهو مثال على ربيطة جسرية من النمط μ_{2}.

الربيطة الجسرية (ملاحظة 1) في كيمياء المعقدات التناسقية هي ربيطة تربط بين ذرتي فلزين أو أكثر. يمكن للربيطة أن تكون ذرة مفردة أو متعددة الذرات. من حيث المبدأ واقتراضياً فإن كافة المركبات العضوية المعقدة يمكن لها أن تكون ربيطات جسرية، لذلك يقتصر استخدام مصطلح الربيطة الجسرية عادةً على الربيطات الصغيرة مثل الهاليدات الزائفة أو الربيطات التي تكون مصممة بشكل خاص للربط بين فلزين. 
عند تسمية الربيطات الجسرية يستخدم الحرف الإغريقي ميو سابقة قبل الاسم الكيميائي للمركب.